# Egton with Newland
Egton with Newland est une paroisse civile de Cumbria, située dans le nord-ouest de l'Angleterre.